# Hôtel Lambert
Hôtel Lambert er et hôtel particulier, et slags stort byhus, beliggende på den ene af de to naturlige øer i Seinen i Paris, Île Saint-Louis. Bygningen er beliggende på Quai Anjou i det 4. arrondissement. I det 19. århundrede blev navnet Hôtel Lambert også en betegnelse for en politisk fraktion af polske landflygtige associeret med prins Adam Jerzy Czartoryski, som havde købt Hôtel Lambert.

## Arkitekturhistorie
Huset, beliggende på en irregulær grund på spidsen af île Saint-Louis i hjertet af Paris, blev designet af arkitekten Louis Le Vau. Det blev opført mellem 1640 og 1644, oprindeligt til finansmanden Jean-Baptiste Lambert, som døde i 1644, og fortsat af Nicolas Lambert, den senere præsident for Chambre des Comptes. For Nicolas Lambert blev interiøret dekoreret af Charles Le Brun, François Perrier og Eustache Le Sueur, der producerede nogle af de fineste, mest innovate og ikonografiske eksempler på hjemlig arkitektur og dekorativ malerkunst fra Frankrig i midten af det 17. århundrede.
Indgangen giver adgang til den centrale firkantede gård, som bygningen blev bygget omkring. En vinge går ud til højre for bygningens bagende og omkranser derved en indhegnet have. På samme tid som opførelsen af ejendommen, opførte arkitekten Louis Le Vau også en residens til sig selv som stødte op til Hôtel Lambert. Han boede der mellem 1642 og 1650. Efter arkitektens egen død, blev hans tilstødende hôtel købt af La Haye-familien, som også ejede Hôtel Lambert. Begge bygninger blev forbundet og deres facader blev sat sammen.
Malerne Charles Le Brun og François Perrier arbejdede på de indendørs dekorationer i næsten fem år og skabte blandt andet de galante allegorier i Le Bruns store Galerie d'Hercule (som stadig står i Hôtel Lambert, men meget skadet efter branden i 2013, se nærmere nedenfor) og det mindre Cabinet des Muses med fem lærreder af Le Sueur, der blev købt til den kongelige samling (nu i Louvre). Bygningen husede også et tidligere ensemble, Cabinet de l'Amour, som i dets originale sammensætning havde en alkove til en himmelseng, hvor husets frue kunne modtage gæster efter datidens skikke. Alkoven blev dog fjernet omkring 1703. Alle delene havde temaer om kærlighed og ægteskab, men billederne er siden blevet spredt. 
I 1740'erne brugte Émilie du Châtelet og Voltaire, hendes elsker, Hôtel Lambert som deres parisiske residens, når de ikke var på hendes landsted Chateau de Cirey. Marquise du Châtelet var især berømt for sin salon her. Senere solgte Marquisen Hôtel Lambert til Claude Dupin og hans kone, Louise-Marie Dupin, som fortsatte traditionen med saloner. Forfatteren George Sand stammer fra familien Dupin, som, på grund af hendes forhold til den polske komponist Chopin, også var en jævnlig gæst hos de polske ejere i det 19. århundrede.

## En politisk salon
I 1843 blev Hôtel Lambert købt af prins Adam Jerzy Czartoryski, som var medlem af en polsk adelsfamilie. Han og hans bror, Konstanty Adam, var ledere af en liberal aristokratisk fraktion af "den Store Emigration" fra Polen, som fulgte efter kollapset af Novemberopstanden i 1830-31. En politisk gruppe formede sig om Adam Jerzy Czartoryski, og hans paladsagtige residens i det centrale Paris, omkranset af en naturlig "voldgrav" i form af Seinen, gav sit navn til hans politiske fraktion.
De politiske overbevisninger i Hôtel Lambert-fraktionen blev udledt af Forfatningen af 3. Maj 1791, som dets medlemmer havde støttet. Fraktionen spillede en vigtig rolle i at holde liv i det "polske spørgsmål" i europæisk politik, ved vedholdende at have den polske sag på agendaen. Fraktionen fungerede også som en sikker havn for de royalister, som blev landflygtige efter deres mislykkede opstand mod Rusland. Blandt andre bemærkelsesværdige politikere, der tog del i Hôtel Lamberts aktiviteter, var Władysław Czartoryski, søn af Adam, Józef Bem, Henryk Dembiński og Władysław Stanisław Zamoyski.
Oprindeligt var fraktionen en politisk tænketank og diskussionsklub, men fraktionen arbejdede også bevarelsen og promoveringen af polsk kultur. Et historisk og litterært fællesskab blev grundlagt i 1832, og idéen om et polsk bibliotek, som fortsat eksisterer i dag langs med Quai d'Orleans, blev grundfældet i Hôtel Lambert i 1838. Planer om grundlæggelsen af to polske skoler (en for piger og en for drenge) blev også til, og de blev oprettet i Batignolles i det 17. arrondissement. Der var støtte til fraktionen var flere kommercielle foretagener, især inden for publicistbranchen. Over til blev Hôtel Lambert-fraktionen et af de vigtigste knudepunkter for polsk kultur i verden, især efter Januaropstanden i 1863, hvor polsk sprog og kultur blev voldsomt forfulgt under russificering i den russiske del af selve Polen.
Hôtel Lambert tiltrak nogle anerkendte politikere og kunstnere fra samtiden, herunder Alexandre Colonna-Walewski, Charles Forbes René de Montalembert, Frédéric Chopin, Zygmunt Krasiński, Alphonse de Lamartine, George Sand, Honoré de Balzac, Hector Berlioz, Franz Liszt, Eugène Delacroix og Adam Mickiewicz. Chopins "La Polonaise" var komponeret specielt til det polske bal, der holdtes på Hôtel Lambert hvert år.

## 20. og 21. århundreder
Hôtel Lambert blev diskret opdelt til flere luksuriøse lejligheder. Det var på et tidspunkt hjem for skuespillerinden Michèle Morgan, Mona von Bismarck og Alexis von Rosenberg, Baron de Redé, som lejede stueetagen fra 1947 indtil sin død. De Redé underholdt her sin elsker, Arturo Lopz-Willshaw (1900-1962), som vedholdt at have en formel bolig med sin kone Patricia i Neuilly. Redé og Lopwz-Willshaws dinner parties og baller var centrum for le tout Paris. I 1969 afholdte de Redé sit mest berømte bal, Bal Oriental, med gæster som Jacqueline de Ribes, Guy de Rothschild, Salvador Dalí, Brigitte Bardot, Dolors Guinness og Margrethe 2, af Danmark.
I 1975 solgte Czartoryski-arvingerne Hôtel Lambert til baron Guy de Rothschild, hvis kone, Marie-Hélène de Rothschild, var en nær ven af de Redé; de brugte bygningen som deres parisiske residens.
I september 2007 blev Hôtel Lambert solgt af Rothschild-familien til prins Abdullah bin Khalifa Al Thani, bror til Qatars emir, for den formodede sum af 80 millioner euro. Bygningen er på UNESCO's Verdensarvsliste, og det havde stort brug for restaurering, da dele af dens trækonstruktion rådnede, trapper hældede og malingen var afskallet og misfarvet.
Prinsens planer for en gennemgående ombygning skabte kontroverser, og blev genstand for et søgsmål fra franske konservatorer. Ombygningen planlagde at installere airconditioning, elevatorer, en parkeringskælder med en udkørsel gennem den særlige, kurvede havemur og en række andre sikkerhedsforanstaltninger. Dette involverede at grave neden under haven og hæve havemuren fra det 17. århundrede med 80 centimeter. En kulturarvsarkitekt sagde, at planerne havde "æstetikken som en James Bond-villa". Den tidligere lejer, Michèle Morgan, foreslog, at de superrige klienter, der ville have et skræddersyet, moderne residens burde overveje en større beliggenhed i udkanten af Paris, i stedet for en lille grund med begrænsninger på alle sider af Seinen og fredede bygninger. Arkitekten bag ombygningsprojektet, Alain-Charles Perrot, mente imidlertid, at der var et element af racisme bag modstanden.
Efter flere års tovtrækkeri blev der endelig indgået et forlig med kulturministeret og rådhuset i Paris, og renoveringen fik grønt lys til at starte under overvågning af Bâtiments de France, som sikrer historiske monumenter. Renoveringen begyndte i 2010.
Den 10 juli 2013 blev en del af bygningen alvorligt skadet af en brand som opstod under taget i forbindelse med renoveringsarbejdet. Cabinet des Bains med en serie af loftsfreskoer af Eustache Le Sueur blev fuldstændigt ødelagt, og en anden serie af freskoer af Charles Le Brun i Galerie d'Hercule fik omfattende skader af røg og vand. Restaureringen og renoveringen tog yderligere tre år.

## Eksterne links
- Hôtel Lambert - from the Encyclopedia of 1848 Revolutions
- Petition for preservation of Hôtel Lambert

48°51′03″N 2°21′35″Ø / 48.8509°N 2.3596°Ø